# Hinz&Kunzt
Hinz&Kunzt ist ein Straßenmagazin, das überwiegend von obdach- oder wohnungslosen Menschen in der Region Hamburg vertrieben wird. Es erscheint seit November 1993 monatlich im gemeinnützigen Verlag Hinz&Kunzt GmbH.
„Hinz&Kunzt“ ist sowohl der Titel des Magazins als auch der Name des dahinterstehenden Projekts. Das Magazin versteht sich als Fürsprecher obdachloser und sozial benachteiligter Menschen. Das Projekt ist nach eigenen Angaben „Hamburgs größtes Beschäftigungsprojekt für Obdachlose und Arme“.

## Geschichte

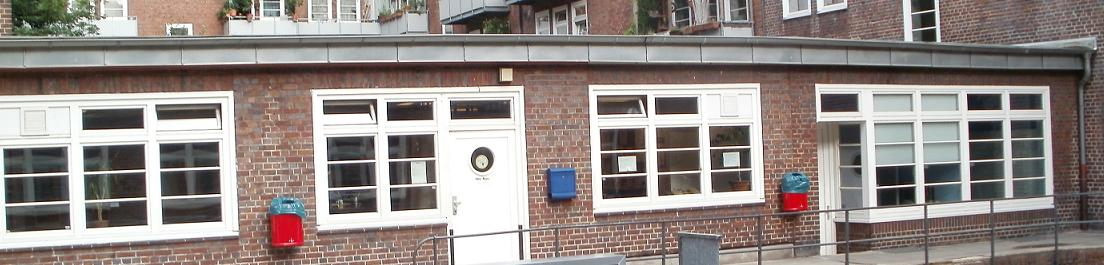
Ehemaliges Verlagsgebäude des Straßenmagazins Hinz & Kunzt in der Altstädter Twiete, Hamburg (2011)

Das Straßenmagazin wurde als Kooperationsprojekt von Obdachlosen und Journalisten von Stephan Reimers, dem damaligen Leiter des Diakonischen Werkes Hamburg, gegründet. Im November 1993 erschien die erste Ausgabe. Vorbild war die Londoner Straßenzeitung The Big Issue. Es sind mehr als 14 Millionen Zeitungen verkauft und mehr als 6500 Verkäuferausweise ausgestellt worden. Was Hinz&Kunzt Sorgen macht sind die rückläufigen Verkaufszahlen seit der Coronazeit.
Zunächst befand sich der Sitz des Verlages Hinz&Kunzt in der Bugenhagenstraße – dann in der Curienstraße zog dann in die Altstädter Twiete 1–5 in der Hamburger Innenstadt. Um dann im September 2021 als Mieter in einen Neubau in der Minenstraße 9 zu ziehen Hamburg-St. Georg. Neben der Geschäftsstelle in den beiden unteren Stockwerken befindet sich in den oberen Stockwerken des Gebäudes auch Wohnraum für 24 Hinz&Kunzt-Verkäufer.

## Verlag
Der Verlag Hinz&Kunzt ist eine gemeinnützige GmbH. Die Gesellschafter sind das Diakonische Werk Hamburg (66,6 %) und die Patriotische Gesellschaft von 1765 (33,3 %). Der Betrieb des Verlages wird aus dem Zeitungsgeschäft (Verkauf- und Anzeigenerlöse) und zum größeren Teil aus Spenden sowie aus Beiträgen aus dem Freundeskreis finanziert. Größter Ausgabenposten sind Personalaufwendungen.
Zu den Aufgaben des Beirats gehören die Beratung und das Erarbeiten von Beschlussempfehlungen zur Gesellschafterversammlung, insbesondere bei konzeptionellen Fragen.
Hinz&Kunzt ist dem Netzwerk der internationalen Straßenzeitungen INSP (International Network of Street Papers) angeschlossen.

## Chefredaktion
Die Zeitung wird von einem Journalistenteam erstellt.
- 1993–2020 Birgit Müller
- 2021 Annette Bruhns
- 2021 Redaktionsteam

## Mediadaten
Erstverkaufstag des Magazins ist der letzte Werktag des jeweiligen Vormonats. Es erscheint in Hamburg und in dessen Umland. 94 Prozent der Hamburger kennen das Straßenmagazin (Stand: 2008).
Die Auflage sank von 2013 bis 2017 um etwa ein Fünftel und erholte sich danach wieder.
- November 1993: 30.000 Exemplare
- III. Quartal 2013: über 70.000 Exemplare (IVW).[7]
- III. Quartal 2017: 52.629 Exemplare (IVW)[8]
- 2018: monatlich 60.000 Exemplare.[9]
- 2020: monatlich 60.000 gedruckte Exemplare. Während der Corona-Pandemie war der Straßenverkauf der Ausgaben April und Mai 2020 ausgesetzt.[10]
- 2021 sind die Verkaufszahlen zwischen 40.000 bis 50.000 Exemplare.

## Käufer
Die Gruppe der Käufer besteht aus der Stammleserschaft und aus Käufern, die in erster Linie spenden wollen.

## Vertrieb

### Vertriebsmitarbeiter
Hinz&Kunzt hat 38 Angestellte, darunter sind 22 ehemalige Verkäufer (Stand 2018). Da es sich um ein Kooperationsprojekt handelt, werden bevorzugt ehemalige Verkäufer als Vertriebsmitarbeiter angestellt. Der Vertrieb organisiert neben dem Kaffeetresen auch diverse Freizeitaktivitäten. Die erlaubten Verkaufsplätze werden wöchentlich vergeben. Die Verkäufer werden an ihren Verkaufsplätzen regelmäßig durch Vertriebsmitarbeiter besucht und betreut.

### Verkäufer
Hinz&Kunzt wird von mehr als 500 Straßenverkäufern (Stand 2023) vertrieben. Verkäufer sind aktuell und ehemals Obdachlose oder Wohnungslose. Die Verkäufer erhalten einen nummerierten Ausweis mit Foto. Sie kaufen (Stand 2025) die Zeitung für 1,40 Euro direkt im Verlagsgebäude und verkaufen sie für 2,80 Euro weiter. Betteln, Alkohol- und Drogenkonsum sind beim Verkauf des Straßenmagazins verboten. Den neuen Verkäufern wird das Projekt vorgestellt. Sie werden durch die einzelne Räume geführt und erhalten ihren Ausweis. Danach wird ihnen am Verkaufstresen der Stadtplan mit Verkaufsplätzen gezeigt, sodass sie selbst bestimmen können, wo sie stehen möchten. Zum Start erhalten neue Verkäufer zehn Zeitungen gratis. Die neuen Verkäufer müssen sich dann jeden Mittwoch am Tresen melden, um ihre Plätze bestätigen zu lassen. Je öfter dies passiert, umso häufiger erhalten sie diesen Ort als Stammplatz.
Die Verkäufer waren in der Anfangszeit eher Deutsche, in der Folge eher Osteuropäer. Zunächst waren ehemalige Bewohner der DDR nach der Wiedervereinigung von betroffen, dann mit der EU-Erweiterung Polen, Rumänen und Bulgaren.
Seit Frühjahr 2025 kann das Straßenmagazin auch digital bezahlt werden, indem Käufer einen personalisierten QR-Code scannen, den die Verkäufer bei sich tragen.

### Soziale Betreuung

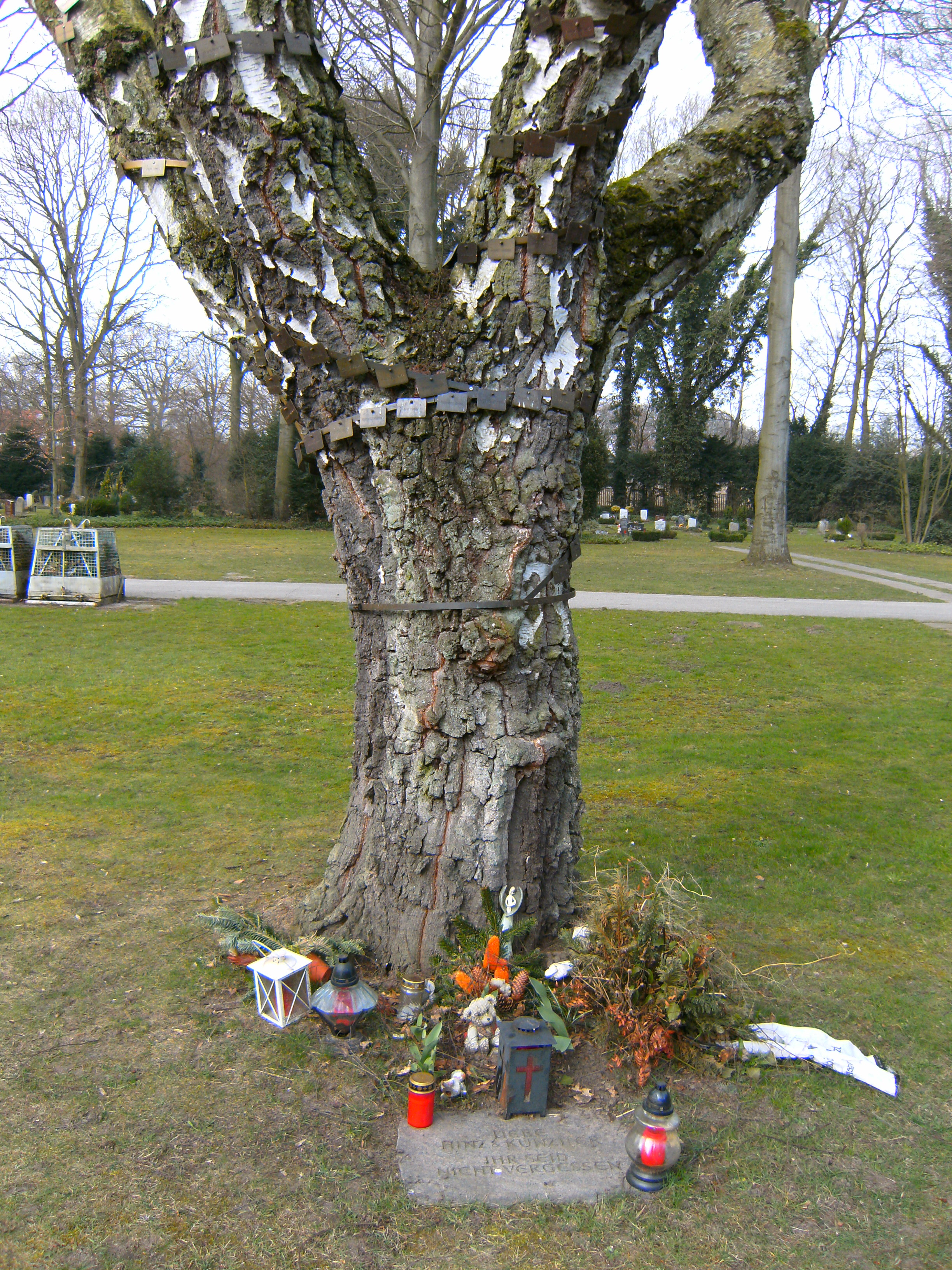
Birke mit Namenstafeln der verstorbenen Verkäufer im Bereich 318 des Friedhofs Öjendorf. Im Jahr 2014

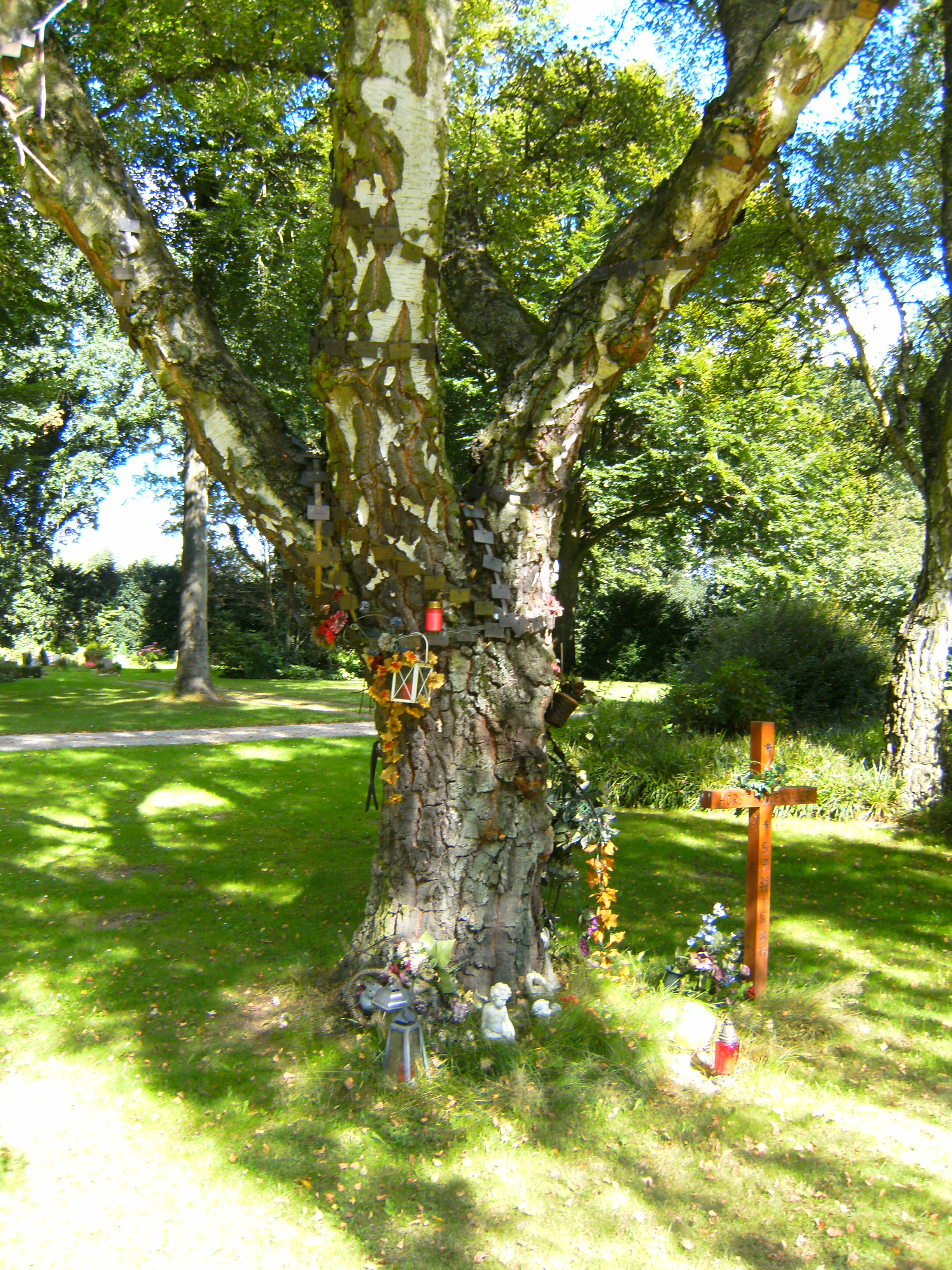
Birke mit Namenstafeln der verstorbenen Verkäufer im Bereich 318 des Friedhofs Öjendorf. Im Jahr 2017

Die Verkäufer werden außerdem von drei fest angestellten Sozialarbeitern betreut, die Wohnungen und Unterkünfte oder Therapie- und Entzugseinrichtungen vermitteln, in sozialen Fragen beraten und aufklären oder bei Behördengängen helfen. Hinz&Kunzt bürgt oder verwaltet 20 Wohnungen (Stand 2018).
Auf dem Friedhof Öjendorf gibt es eine Birke mit Namenstafeln zur Erinnerung an die verstorbenen Verkäufer von Hinz&Kunzt.

## Arbeitsplatz-Projekte
Hinz&Kunzt hilft durch Projekte, für Obdachlose eine Arbeitsstelle zu schaffen.
Ein ehemaliger Obdachloser zeigt als Stadtführer auf einem eineinhalbstündigen, sechs Kilometer langen Rundgang Besuchergruppen die Anlaufstellen der Obdachlosen, die „Hamburger Nebenschauplätze“.
Bei der Aktion „Spende Dein Pfand“ sammeln am Flughafen in Hamburg drei Obdachlose die Pfandflaschen der Fluggäste und sichern dadurch ihre sozialversicherungspflichtigen Arbeitsstellen.
In der Aktion „Brotretter“ verkaufen zwei Obdachlose in der Filiale Lohbrügge der Firma Hansebäckerei Junge Backwaren vom Vortag zu günstigen Preisen.

## Online
Mit der Website „hinzundkunzt.de“ ist das Magazin und das Projekt im Web vertreten. Auch bei Facebook, Instagram und Twitter ist das Magazin vertreten. Das Projekt stellt sich selbst vor, gibt Informationen für Käufer, Verkäufer, Spender und Anzeigen-Kunden, erlaubt Einblicke in die aktuelle Heft-Ausgabe und stellt ein Heft-Archiv mit den vergangenen Ausgaben bereit (zurück bis in das Jahr 2003).
Die Website nutzt die Möglichkeiten des Mediums: Videos sind verfügbar und in einem Onlineshop werden Werke der „Kunzt-Kollektion“ zum Kauf angeboten.
Das Online-Angebot wird ergänzt durch Veranstaltungshinweise, Informationen zu den „Hamburger Nebenschauplätzen“ (alternativer Stadtrundgang durch die Hamburger City) und zum „Freundeskreis“ (Fördermitgliedschaft).
Die Website hat teilweise den Charakter einer Internet-Zeitung.

## Auszeichnungen
- 2016: Die langjährige Chefredakteurin Birgit Müller wurde mit dem Bundesverdienstkreuz ausgezeichnet.[19]
- 2020: Metropolitaner 2020 an die Macher der Obdachlosenzeitung Hinz & Kunzt. Begründung war, dass das soziale Klima in der Metropolregion Hamburg durch das Straßenmagazin verbessert wird.[20]